# Ali kalifa
Ali ibn Abi Tálib (Mekka, 599. március 17./július 29. – Kúfa, 661. január 24.) volt az iszlám negyedik rásidún (helyesen vezetettek) kalifája (uralkodott 656. június 17-étől haláláig). Mohamed próféta egyik unokatestvéreként és vejeként, illetve a legelső muszlimok egyikeként a társak (szahába) közé tartozott. Szerepe az iszlám síita irányzatában alapvető: itt őt tekintik az első és egyetlen jogos kalifának, illetve az első imámnak – a szemükben Ali kalifa szerepe nagyon fontos Mohamed próféta szerepe mellett, nem csak abban az értelemben, hogy helyesen vezette a közösséget az iszlám törvény (saría) szellemében, hanem úgy is, mint aki értelmezte annak ezoterikus jelentését is.
Történelmi szempontból Mohamed után az iszlám legmeghatározóbb alakja. Ali személyének megítélése már a kortársak részéről is megosztott volt, és szerepét, egyéniségét a szunnita és síita nézőpont eltérően értékeli.
Bár Alit a szunniták körében is rendkívüli tisztelet övezi, a síitákkal ellentétben nem ismerik el Mohamed utódjául, mivel nézetük szerint a próféta halála előtt erről nem rendelkezett. Kalifasága alatt zajlott az első muszlim polgárháború (I. fitna), amelynek során Ali hívei közül, de vele szakítva  létrejött az első muszlim szekta, a háridzsiták („kivonulók”). Bár a szunnita és síita irányzat tényleges elkülönülését nem Ali kalifaságától számítják, ahhoz, hogy az iszlámon belül elinduljon a szekták kialakulása, Ali politikai szerepe, döntései  teremtették meg az alkalmat.  Halála a pártviszályok és a vallási fanatizmus következménye. 661. január 24-én a kúfai mecsetben koránolvasás közben meggyilkolták. Nedzsefben temették el, amely akkor lett – és maradt a mai napig – az egyik legjelentősebb síita szellemi központ és zarándokhely.
Ali  rövid beszédei közül számos az általános iszlám kultúra részévé vált, ezek napjainkban is jelen vannak a mindennapi életben mint közmondások, aforizmák. A 10. században összegyűjtött prédikációi, levelei, szólásai (Nahdzs al-Balága, „Az ékesszólás ösvénye”)  az egyik legszélesebb körben olvasott és legnagyobb hatású könyv az iszlám világban.

## Ali fiatalkora

Ambigramm, melyben a Mohamed és az Ali név van egybeírva.

Ali Mohamed Abú Tálib nevű nagybátyjának és Fátima bint Aszadnak a gyermeke volt. Már szülőhelye is rendkívül illusztris: a Kába szentély belsejében jött világra háromnapnyi vajúdást követően, és az első folyadék, amit megízlelt, az Mohamed nyála volt a csókjától – igaz, ez a hagyomány csak igen későn, a 10. század végén bukkant fel szunnita forrásokban, de nem utasítják el egyöntetűen. Ali születését állítólag álmok és különös jelek előzték meg: a Kába fala megrepedt, ám összeforrott, miután az állapotos anya belépett a szentélybe.
Abú Tálib, a hásim törzs feje végig kiállt Mohamed mellett. Amikor apja után nagyatyja, Abd al-Muttalib is meghalt, magához vette, ő pedig egy éhínség során, amikor Ali hatéves volt, a saját háztartásába fogadta unokatestvérét. A síiták szerint Ali volt az első muszlim férfi (az első muszlim ugyanis egy nő volt, mégpedig Mohamed felesége, Hadídzsa), míg a szunniták eltérő álláspontot képviselnek: szerintük vagy Abu Bakr volt az első, vagy legalábbis az első, aki sosem kételkedett (a történet szerint a kis Ali kb. 10 évesen ki akarta kérni atyja tanácsát, hogy áttérjen-e az iszlámra).
Ezt követően azonban, minden kétséget kizáróan, a legjámborabb muszlimok egyikévé vált. 622-ben, amikor híveik nyomában Mohamed és hű társa, Abu Bakr utolsókként elhagyták Mekkát, és áttelepültek Jaszribba (a későbbi Medina), Alira veszélyes feladatot bíztak: a próféta ágyában kellett aludnia, hogy megtévessze üldözőiket, egyben kivédjen egy merényletet. A gyilkosságra végül nem került sor, és miután Ali elrendezte a városban unokatestvére minden folyó ügyét, maga is követte hitsorsosait.

## A hidzsrától Mohamed haláláig
A medinai évek alatt Ali rendkívül aktív volt. A tabúkit kivéve minden ütközetben részt vett, hírvivősködött, és továbbította a próféta parancsait. Rendkívüli vitézséggel harcolt a 624-es badri csatában, ahol mintegy 20 vagy 22 pogányt lekaszabolt, amivel elnyerte Mohamed nyilvános dicséretét és lánya, Fátima kezét. A többi ütközetben is kiváló hősnek bizonyult, és kardja, a Dzú l-Fikár (másképp Zulfikár) is sok csodálatot vívott ki. Innen származik a mondás: „Nincs hős, csak Ali, és nincs kard, csak Dzú l-Fikár”. 631-ben részt vett a nadzsráni keresztényekkel rendezett hitvitában (Mubáhila), ahol ellenfeleik behódoltak a muszlimoknak mint adófizető vazallusok.
632-ben elhunyt Mohamed. A búcsúzarándoklaton Alival közösen vett részt, itt számos vitatott mondata hangzott el, melyek a szunniták szerint pusztán Ali kiválóságát voltak hivatottak jelezni, ám a síiták egyértelmű rendelkezésekként fogadják el szavait, melyekkel az unokaöccsét utódjává nevezte ki (ld. Gadír Humm, A két súlyos dolog). Végül nem a fiatal Ali, hanem a kettős vezetést pártolókkal folytatott parázs vitát követően, Abu Bakr lett az arabok iszlám által egybekovácsolt törzsszövetségének feje, az első kalifa.

## Ali és az első három kalifa

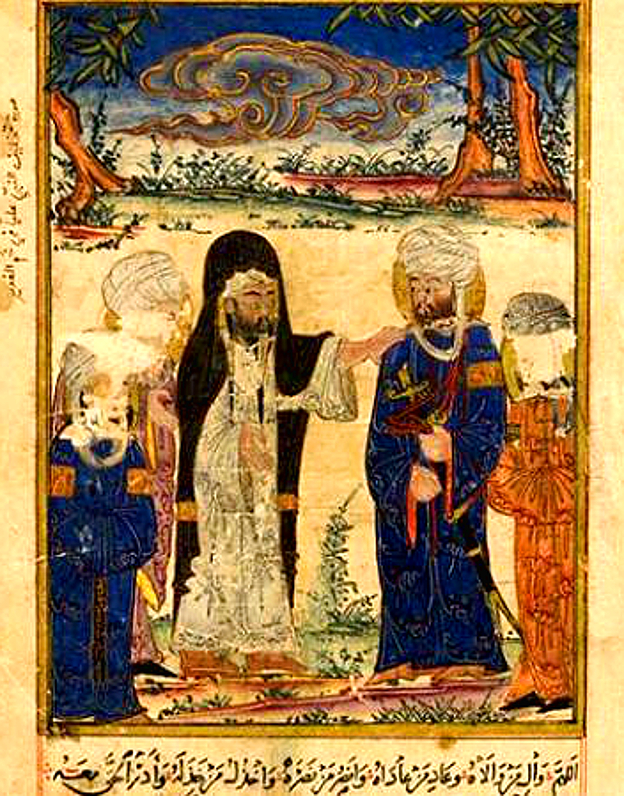
Mohamed próféta Alit jelöli ki örököséül a Gadir Hummnál. Illusztráció al-Bírúní időszámításokról szóló művéből, 1307-1309 k. Valójában Mohamed soha nem jelölte ki utódját.

A síita és a szunnita interpretációk igen jelentősen eltérnek Abu Bakr kalifa, Omár és Oszmán Alihoz fűződő kapcsolatáról. Tény az, hogy Ali letette a hűségesküt (bajaa) Abu Bakrnak és Omárnak is, illetve az, hogy ez utóbbi halála után egy hatos testület döntése alapján nem ő, hanem a másik számba vehető jelölt, Oszmán nyerte el a kalifátus vezetésének jogát.
A síiták szerint kezdettől fogva Alinak kellett volna örökölnie a muszlim közösség vezetését, vélekedésük szerint Mohamed erről többször egyértelműen rendelkezett. Ezért mindhárom elődjét illegitimnek tekintik. Szerintük Abu Bakr Omár segítségével puccsszerűen jutott hatalomra, és üldözték Alit, akinek a tevékenységét afféle passzív ellenállásként magyarázzák, illetve az esküket színlelésnek nevezik. A szunniták ezzel szemben legitimnek ismerik el az első három „helyesen vezetettet” és Ali hűségesküit is, akit támogatóként tudnak.
Ali és Oszmán között ugyan nem alakult ki nyilvános konfliktus, de Ali, ha tehette, demonstrált ellene. Így például a pénzügyi visszaélések, a pazarlás és az előkelőségek gazdagsága miatt tiltakozó Abú Dzarr al-Gifárít elkísérte a sivatag széléig, ahova Oszmán parancsára száműzték. Később, amikor zavargások kezdődtek, Ali nyíltan ugyan nem csatlakozott hozzájuk, de nyilvánvalóvá tette, hogy egyetért velük. Meggyőződése volt ugyanis, hogy Oszmán nem a Korán szellemiségének megfelelően kormányozta a birodalmat, hanem meg nem engedhető újításokat vezetett be (bida). Így aztán amikor a közös földek felosztását és nagyobb jövedelmeket követelő egyiptomi katonák 656. június 17-én meggyilkolták a kalifát, a jelen levő előkelőségek többsége azonnal elismerte Alit az utódjának.

## Ali uralkodása – azI. fitna

### A pietisták
Ahogy megszerezte az iszlám vezetését, Alinak mindjárt két ellenséges góccal kellett szembesülnie. Az Omár örökösödésénél a hatos tanácsban részt vevő Talha ibn Ubajd Alláh és Zubajr ibn al-Avvám Mekkába sietett, ahol Áisával, a próféta kedvenc feleségével összefogva megalakították az ún. medinai pietisták körét, amely mind Oszmánt, mind Alit elítélte.
A másik ellenfél az omajjád Muávija, a meggyilkolt kalifa rokona és Szíria emírje volt, aki megtagadta a hűségesküt Alinak, és követelte, hogy vizsgálják ki: vétkes volt-e Oszmán az újítások bevezetésében, vagy nem. Amennyiben igen, úgy meggyilkolása jogszerű volt, de ha nem, akkor Alinak kötelessége megfizetnie a vérdíjat. Ezzel tört ki az iszlám történetének első polgárháborúja, az I. fitna.
Ali először a gyengébb ellenféllel, az „ortodox” pietistákkal számolt le. Ők számos leváltott kormányzó támogatását élvezték, és jelentős anyagi eszközök álltak rendelkezésükre. Annak érdekében, hogy katonai támogatást is szerezzenek, bevonultak Baszra erős táborvárosába Mezopotámia középső részén, azonban a nem messzi, és szintúgy erős Kúfa Ali mellett állt ki. A Baszra mellett vívott ún. teve-csata a kalifa győzelmével zárult. Talha és Zubajr meghalt az ütközet során, a fogságba esett Áisát pedig házi őrizetbe vették Medinában.

### Összecsapás és tárgyalások
Ali, miután leszámolt a pietistákkal, és konszolidálta helyzetét Irakban, a kipróbált hadsereggel rendelkező Muávija ellen vonult. A síiták szerint a képmutató és hatalomvágyó emír kezdettől fogva a kalifátusra tört, míg a szunnita interpretációkban a jogos bosszú vágya kap hangsúlyt. Mivel Ali nem szolgáltatott igazságot a gyilkosok ügyében, Muávija bűnrészességgel vádolta meg, és megtagadta a hűségesküt. Egyúttal tartományának lakosságát is a kalifa ellen hangolta, Oszmán véres köpenyének és özvegye, Náila levágott ujjainak felmutatásával.
657 júliusában csapott össze a két sereg a sziffíni ütközetben, az Eufrátesz partján, bár már májusban elfoglalták pozícióikat, és zajlottak kisebb csetepaték. A csata az Egyiptomot meghódító Amr ibn al-Ász vezette szíriaiak számára alakult rosszul: Malik ibn Astar hadai megszorongatták őket. Ekkor Ibn al-Ász tanácsára Muávija erői Korán-példányokat tűztek a lándzsáikra, ezzel megfékezve Ali hadainak támadását. Tárgyalások kezdődtek, és a felek megállapodtak abban, hogy bizottság alakuljon Oszmán meggyilkolásának kivizsgálására. Ali megtarthatta trónját, Muávija pedig a tartományát, és a seregek szétváltak. A kalifát a baszrai kormányzó, Abu Músza al-Asari, a szíriai emírt pedig Amr ibn al-Ász képviselte.
Hónapokig tartó előtanulmányokat követően Dúmat al-Dzsandal oázisában találkozott a két tárgyalófél, ahol Ali ellen foglaltak állást, megállapítva Oszmán ártatlanságát az újítások bevezetésében. A kalifa elutasította a döntést azon a címen, hogy ellenkezik a Korán szellemiségével és a prófétai hagyományokkal (szunna). Mielőtt azonban újból megindította volna hadait Szíria felé, végzetesnek bizonyuló hibát követett el.

### Végzetes lépések
Az iszlám első szektája a sziffíni csatát követően alakult ki. Ali hívei közül ugyanis nagyon sokan azt a véleményt képviselték, hogy mivel a Korán szerint a lázadókkal addig kell harcolni, míg le nem verik őket, bűn tárgyalásokat kezdeni velük, és emberekre bízni az ítélkezést Isten helyett. Ezt a csoportot kivonulóknak, háridzsitáknak nevezték. Központjuk Nahraván volt, ahol agitációt folytattak Ali döntése ellen. A kalifa elsőként velük, végeredményben saját híveivel kívánt leszámolni. Győzelmet is aratott, és számos háridzsitát lemészároltatott, azonban a mélyen vallásos csoport maradékai szemében végleg elveszítette legitimitását, és személyükben halálos ellenségre tett szert.
Másfelől számos muszlim viszont azért bírálta Mohamed unokáinak apját, mert annak idején elfogadta a bíráskodást, mégsem engedelmeskedett a döntésének. Ilyen körülmények között hiába indult nyugatra Ali: hadseregéből annyian dezertáltak, hogy kénytelen volt visszavonulni Kúfa városába.

### A bukás
A kudarcot követően Adruhban számos muszlim gyűlt össze, hogy kalifát válasszanak. A döntést ezúttal is Ibn al-Ász és Abu Músza kezébe adták, ők azonban nem jutottak egyezségre. Ibn al-Ász Muávija mellett foglalt állást, partnere viszont egy bizottságra akarta bízni az új uralkodó kiválasztását. (Ali megerősítésének lehetősége tehát már fel sem merült.) A tárgyalások során Muáviját hívei kalifává kiáltották ki, ő pedig megszállta Egyiptomot. Az Arábiát és Irakot ellenőrző Ali ellen azonban vonakodott fellépni, helyette inkább igyekezett elégedetlenséget szítani ellene alattvalói körében.
Számításai helyesnek bizonyultak. A kegyes, ám rossz reálpolitikusnak bizonyuló Alit egy háridzsita halálosan megsebesítette  a fején, bosszúból hitsorsosai lemészárlása miatt a kúfai mecsetben, imádkozás közben. Így, miután al-Haszan, Ali legidősebb fia hivatalosan is lemondott trónigényéről, Muávija és vele az Omajjádok ölébe hullott a kalifátus. A síiták szerint a gyilkosság kitervelése Muávija bűne.

## Ali sírja

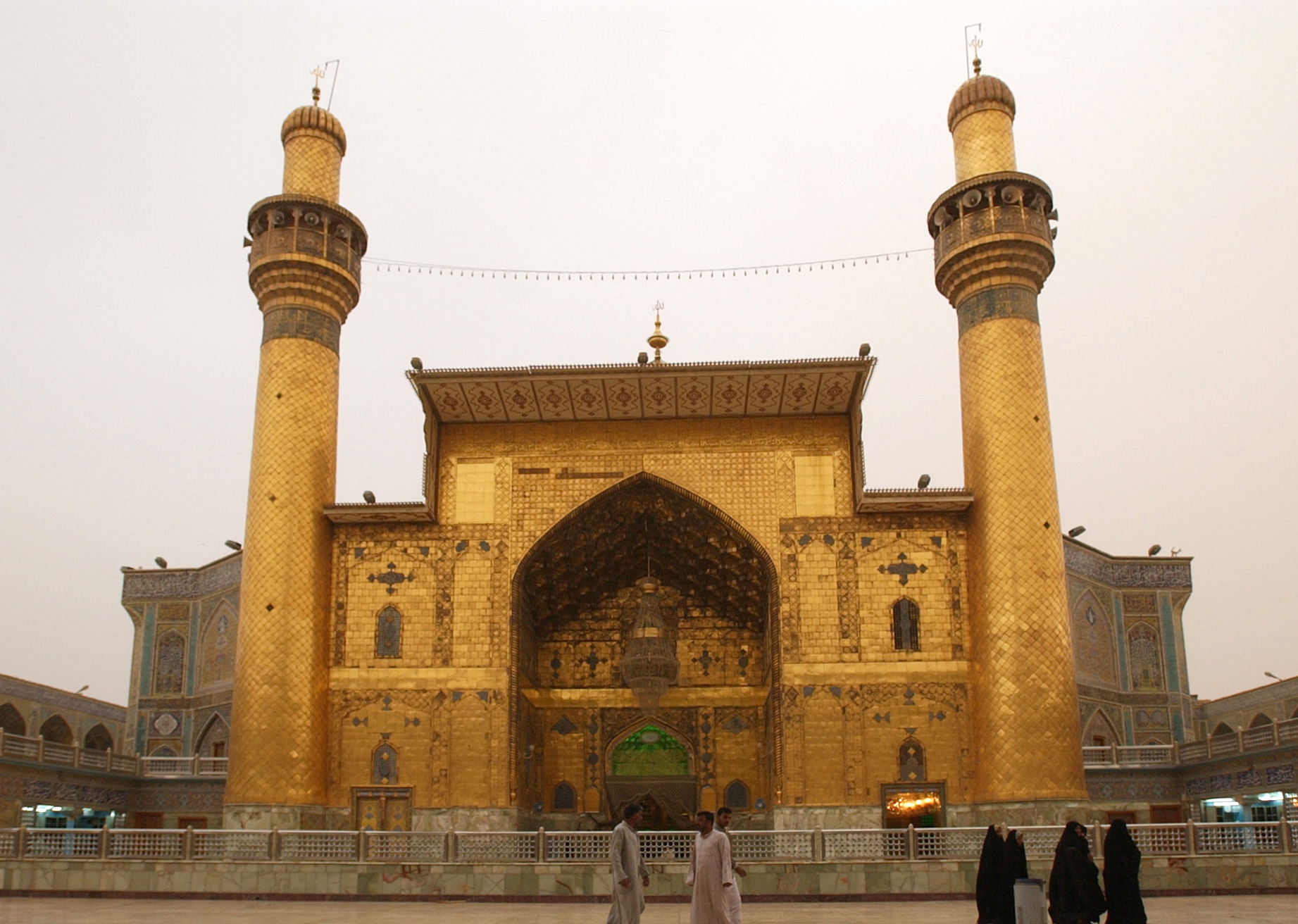
A nedzsefi Ali imám mecset a síiták egyik legszentebb helye

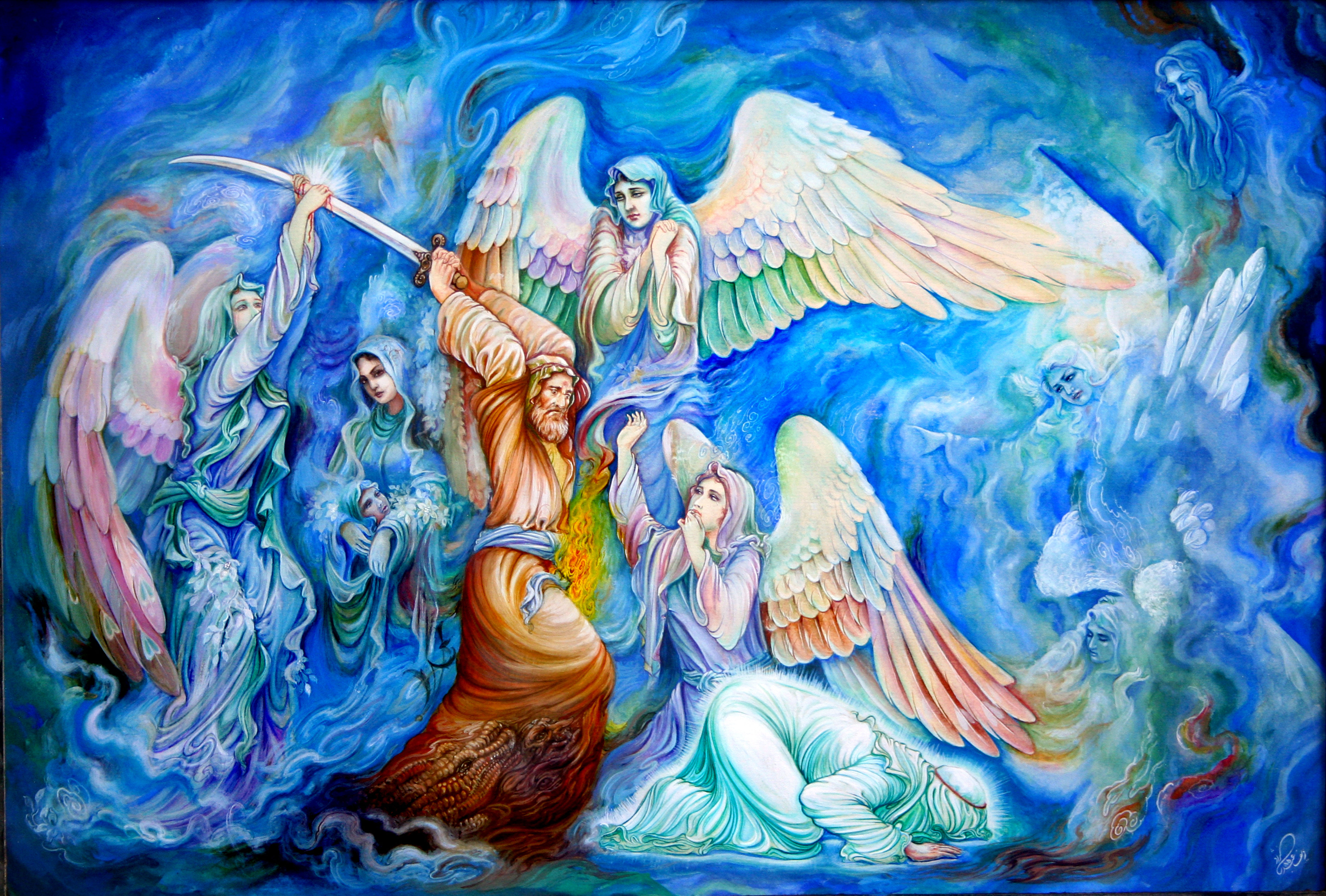
Ali ibn Abi Talib meggyilkolása - festő: Yousef Abdinejad

A fejsebet kapott Ali három nappal a merénylet után hunyt el. Síita berkekben elterjedt nézet, hogy úgy rendelkezett: titokban temessék el, nehogy ellenfelei megszentségtelenítsék a sírját. Több történet is fennmaradt ezzel kapcsolatban, de tény az, hogy Hárún ar-Rasíd kalifa a 8. és 9. század fordulóján mauzóleumot építtetett Ali feltételezett sírja fölé. Ez volt a mai Nedzsef iraki városának magva, az Ali imám mecset a mai napig itt áll. Egy afgán tradíció szerint a Ravze-e Sarif nevű, híres kék mecsetben, Mazár-e Sarif városában van eltemetve.

## Síat Alí
Alinak azonban még így is számos híve akadt, elsősorban Kúfában és a keleti országrészben. Őket a síat Alí (Ali támogatói) névvel illették. A síiták ebben az időszakban tisztán politikai szempontból különültek el a többi muszlimtól: Alit tartották az egyetlen legitim kalifának, és síkra szálltak utódainak jogaiért, akik maguk viszont többnyire jobbnak látták visszahúzódni. Vallásos színezetet akkor kapott a mozgalom, amikor Ali Huszajn nevű fiát és számos rokonát 680-ban lemészárolták Kerbela városánál (ld. kerbelai csata), ami kialakította a mozgalom mártír-kultuszát, másfelől önmarcangolásra késztette a be nem avatkozó, közelben tartózkodó síitákat (vezeklők = tavvábún). Ettől kezdve teológiai szempontból is mind jobban elkülönültek a többségi „szunnitáktól” (bár a szunna fontosságát ők maguk is elismerik).

## Emlékezete

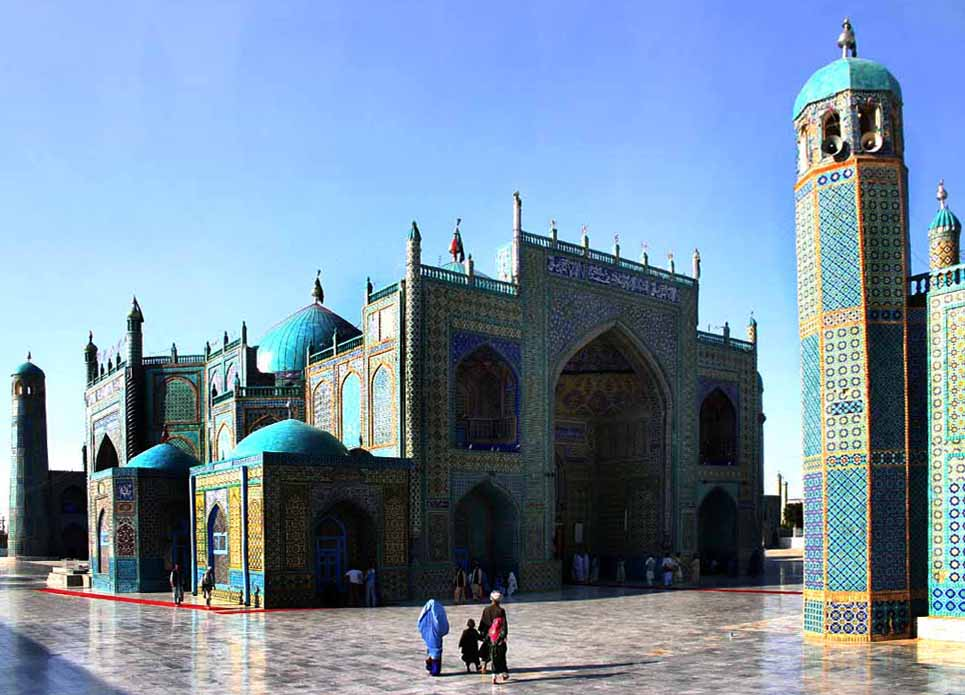
Egy másik feltételezett sírhely, a Ravze-e Sarif Mazár-e Sarif városában, Afganisztánban

Alit ma minden muszlim irányzat – kivéve a háridzsitákat és utódaikat – nagy becsben tartja mint az (egyik) első hívőt, kiváló harcost, mélyen vallásos vezetőt és a próféta leszármazottainak apját. Régebben nem ez volt a helyzet, az ellenében trónra jutó Omajjádok alatt, Muávija parancsára, a pénteki hutba (szentbeszéd) végén Alit átkozni volt kötelező. II. Omár egy időre felfüggesztette ezt a gyakorlatot, ám végleg csak a síiták felé nyitottabb Abbászidák uralkodása alatt szűnt meg.
Azóta Alit számos megtisztelő címmel ruházták fel, többek között nevezték Isten oroszlánjának (Aszad Alláh) és legyőzhetetlen oroszlánnak (Hajdar al-Karrár). A síiták emellett számos melléknevet használnak: Igaznak (asz-Szádik), Kiválasztottnak (al-Murtadzá) nevezik, egyúttal kivétel nélkül az első imámként tisztelik, amely funkcióját utódai között tovább örökítette. Szövegekben megemlítése után rendszerint az „Isten legyen vele elégedett” (radija l-láhu anhu) formula szerepel állandó szókapcsolatként.
Alit ékesszólása miatt is rendkívül nagyra tartották, nem véletlenül hozzá kötődik az arab nyelvészet kialakulásának tradíciója. Különféle, szunniták által vitatott autenticitású műveit (imák, levelek, beszédek) a 10. és 11. század fordulóján élő perzsa tudós, Saríf ar-Radi gyűjtötte egybe Nahdzs al-Balága (Az ékesszólás ösvénye) címen, de más ima- és aforizmagyűjteményeket és összeállítottak követői, vélt vagy valós mondásaiból. Még verses dívánja is fennmaradt. A saría és a Korán-magyarázat területén a szunniták számára is tekintély maradt.

### Vallási megközelítések
Ali leszármazottait latinosan Alidáknak, arabosan Alavitáknak (alavijjún) nevezik. Ez utóbbi név egy gnosztikus síita szektát is jelöl. Az alaviták nem pusztán az érdemdús, prófétától hagyományozott isteni tudással rendelkező, legitim örököst látják Aliban és utódaiban – ellentétben a többi síita irányzattal –, hanem sokkal többet: Isten megtestesülését, a bölcsességet és isteni tudást hordozó kaput (báb), aki hármasságot alkot Mohameddel és Szalmánnal. Tudósítások szerint efféle megközelítés már Ali korában létezett a hellenisztikus és despotikus kulturális örökségű Közel-Keleten, ám a kalifa messzemenően elutasította, hogy istenítsék, hiszen az ellentmond az iszlám legfőbb tantételének, miszerint csak egyetlen felsőbbrendű lény létezik, mégpedig maga Isten. Az Alit istenítőket azonban a legtöbb muszlim a gulát, azaz a „túlzók”, „szélsőségesek” kategóriájába sorolja.
Ali személyének tisztelete a szunnita szúfizmus legtöbb ágában is jelentős, mivel őt tekintik a Mohamedtől származtatott tanítások első átadójának és magyarázójának. A bektasi szúfi rendben – és a hozzájuk közel álló aleviták szektájában – Ali tisztelete mindmáig különösen kiemelt szerepet játszik, ahogy a később síita hitre térő, Iránban dinasztiát alapító szafavida rendben is a 15. század folyamán.

## Házasságai és utódai
Alinak, Fátimán kívül, nyolc felesége és számos ágyasa volt. Tőlük összességében 36 gyermeke született, de közülük komoly szerephez csak két első, Fátimától származó fia, Haszan és Huszajn – a második és harmadik síita imám (az iszmáiliták tagadják Haszan imámságát) – jutott. Utódai, az Alidák a későbbiekben nagy jelentőséget nyertek az iszlám világ történetében. Ma rendkívül sokan tekintik magukat Ali leszármazottjának, főleg a fontos síita központokban, így Nedzsefben.
- Fátima al-Zahra (Fátima bint Muhammad)
  - Haszan (Hivatalosan is lemondott a trónról, Muávija állítólag megmérgeztette.)
  - Huszajn (A kerbelai mészárlás során elesett.)
  - Zajnab
  - Zajnab Umm Kulszúm
  - Muhszin (A síiták szerint Fátima elvetélt vele Abu Bakr üldözése miatt; a szunniták szerint csecsemőként meghalt.)
- Havla bint Dzsaafar al-Hanafijjától
  - Muhammad ibn al-Hanafijja (másképp Abú l-Kászim) Később trónkövetelőként léptetik fel.
- Umm Habíb bint Rabíától
  - Umar és Rukajja (ikrek)
- Umm al-Bánin bint Hizámtól
  - al-Abbász
  - Dzsaafar (A kerbelai mészárlás során elesett.)
  - Uszmán (A kerbelai mészárlás során elesett.)
  - Abdalláh (A kerbelai mészárlás során elesett.)
  - Umar (A kerbelai mészárlás során elesett.)
- Lajlá bint Maszúdtól
  - Muhammad Abu Bakr ( kerbelai mészárlás során elesett)
  - Ubajd Alláh (A kerbelai mészárlás során elesett.)
- Aszmá bint Umajsztól
  - Jahjá
  - Muhammad Asgar
- Umm Száid bint Urvától
  - Umm al-Haszan
  - Ramla
- Umáma bint Abí l-Ásztól
  - Muhammad Avszat
- Humija és Umm Suajb ágyasoktól
  - Náfisza
  - legifjabb Zajnab
  - ifjabb Rukajja
  - Umm Háni
  - Umm al-Kirám
  - Dzsumána Umm Dzsafar
  - Umána
  - Umm Szaláma
  - Majmúna
  - Hadídzsa
  - Fátima asz-Szugra
  - Humajra

### Szunnita életrajz
- Biography from USC's MSA website

### Síita életrajzok
- imamali.net
- al-islam.org: Ali ibn Abí Tálib imám mondásai
- Nahdzs al-Balaga
- Islam from Inside: Ali imám helyzete
- basma.us: Ali születése a Kábában
- Nedzsef honlapja: az Ali imám Intézet

| Elődje: Oszmán | Kalifa 656 – 661 | Utódja: I. Muávija |